# Goaxis
Goaxis är ett släkte av fjärilar. Goaxis ingår i familjen tandspinnare.
Kladogram enligt Catalogue of Life:
| Goaxis | \| \| Goaxis fertilis \| \| \| \| \| \| Goaxis fuscofasciata \| \| \| \| \| \| Goaxis manaca \| \| \| \| \| \| Goaxis singularis \| \| \| \| |
|        | \| \| Goaxis fertilis \| \| \| \| \| \| Goaxis fuscofasciata \| \| \| \| \| \| Goaxis manaca \| \| \| \| \| \| Goaxis singularis \| \| \| \| |
|        | Goaxis fertilis |
|        | |
|        | Goaxis fuscofasciata |
|        | |
|        | Goaxis manaca |
|        | |
|        | Goaxis singularis |
|        | |